# Drunken Master II
Drunken Master II (Jui kuen II) is een Hongkongse martialartsfilm uit 1994 geregisseerd door Lau Kar-leung en Jackie Chan, die ook de hoofdrol speelt. De film is ook bekend onder de titel The Legend of Drunken Master. De film is het vervolg van de film Drunken Master uit 1978.

## Verhaal
Wong Fei-hung raakt per ongeluk betrokken bij een smokkel van Chinese artefacten, die door de Britse consul uit het land worden geëxporteerd. Fei-hung, die aanvankelijk vernederd wordt door de console mannen die hem slaan terwijl hij volledig dronken is, zal uiteindelijk in staat zijn om hen te verslaan met behulp van de "Zui Baxianquan" (Drunken Boxing), de stijl van de dronkaard.

## Rolverdeling
| Acteur          | Personage                    |
| --------------- | ---------------------------- |
| Jackie Chan     | Wong Fei-hung                |
| Ti Lung         | Wong Kei-ying                |
| Anita Mui       | Mrs. Wong                    |
| Felix Wong      | Tsang                        |
| Lau Kar-leung   | Master Fu Wen-Chi            |
| Ken Lo          | John                         |
| Chin Kar-lok    | Fo Sang                      |
| Ho-Sung Pak     | Henry                        |
| Cheung Chi-kwon | Tso                          |
| Han Yi-sheng    | Zio Hing                     |
| Andy Lau        | Counter Intelligence Officer |
| Ho Wing-fong    | Fun                          |
| Lau Kar-yung    | Marlon                       |
| Lau Siu-ming    | Mr. Chiu                     |
| Suki Kwan       | Chiu´s wife                  |